# Csürülye
Csürülye (románul Ciurila) település Romániában, Kolozs megyében, az azonos nevű község központja.Kolozsvártól délre, a Hesdát-patak mellett található.

## Története
A település és környéke ősidők óta lakott hely volt, bizonyítja ezt az is, hogy a Bors–Brassó közötti észak-erdélyi autópálya építése során a község határában csiszoltkő-korszaki nyomokat tártak fel, amelyeket római rétegek fedtek.
Orbán Balázs szerint a település neve eredetileg Csűrhelye lehetett. Csürülye egykor magyar falu volt Csűrhelye néven, mivel egyes adatok szerint itt álltak a Szilvássyak csűrjei és gazdasági épületei és az ide telepitett magyar cselédsége alapitotta a ma már román lakosságú falut. Lakosai a feljegyzések szerint egykor tormával kereskedtek.
Nevét először 1327-ben említették az oklevelekben.
1532-ben a Szilvásiak birtoka volt. Szilvási András és testvére: János osztozásakor Chyrwlye fele Jánosnak jutott.
1727-ben egy Hévszamoson kelt oklevél említette a Csürüllyén lakó Csore Jánost és Filep nevű öccsét.
Későbbi névváltozatai: 1733-ban Csurila, 1760–2 között Csürüllye, 1805-ben Csürülye, 1808-ban Csürüllye, 1861-ben Csürülje, 1888-ban és 1913-ban Csürülye.
A trianoni békeszerződés előtt Torda-Aranyos vármegye Tordai járásához tartozott.
1850-ben 2583 lakosából 2494 román volt. 1910-ben 621 lakosából 25 magyar, 588 román volt. Ebből 599 görögkatolikus, 15 református volt.

## Híres emberek
- Itt született 1918. május 12-én Tóth Piroska agrármérnök, mezőgazdasági szakíró.

## Jegyzetek

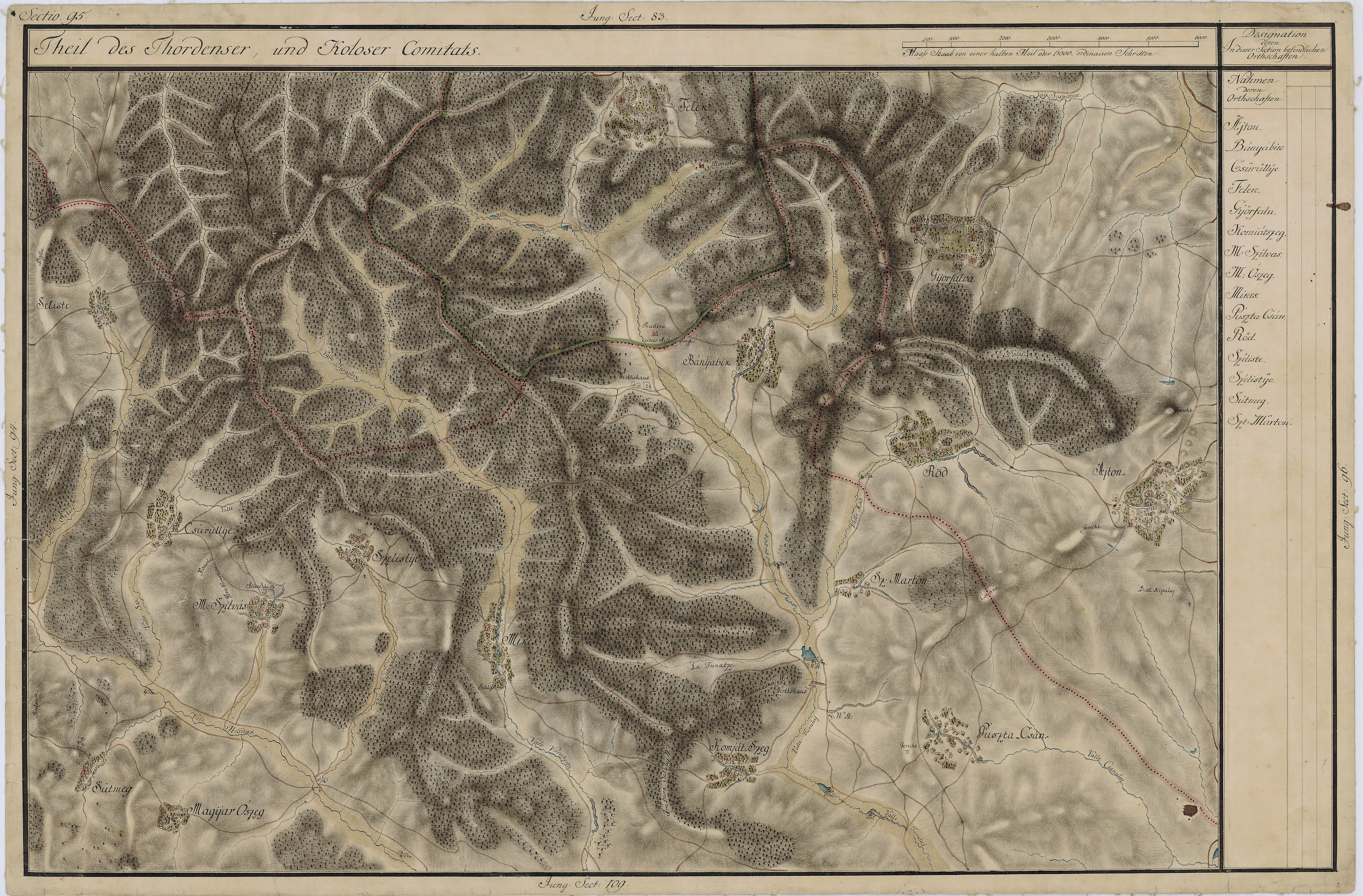
Csürülye egy régi térképen